# 富田倫生
富田 倫生（とみた みちお、1952年（昭和27年）4月20日 - 2013年（平成25年）8月16日）は、日本の著作家・編集者。電子図書館サイト『青空文庫』の主宰者で、同サイトの「呼びかけ人」のひとり。

## 略歴
1952年（昭和27年）、広島県広島市に生まれる。広島大学附属中学校・高等学校を経て、早稲田大学政治経済学部政治学科卒業後、編集プロダクションのオメガ社に入社する。
1983年（昭和59年）にオメガ社を退社、フリーランスの編集者となり、1985年（昭和60年）2月には、日本電気がパーソナルコンピュータを作り出し、それを発売するまでを取材してとりまとめた文庫本『パソコン創世記』を出し、その後もコンピューターに関わる書籍を執筆する。
1990年代後半となり、インターネットが普及していく中で、本とインターネットを結びつける場を目指して、1997年（平成9年）2月に、著作権が消滅した、あるいは効力があるもので掲載が許諾された文学作品を収集するウェブサイト『青空文庫』を設立、同年8月に一般公開した。
2000年代となり、日本において著作権の保護期間延長の議論が起こると富田は「あるタイミングで保護を打ち切れば、作品提供のコストを下げる余地が生まれる。縛りをはずせば、過去の作品を下敷きにして、新しい作品を作ることも容易になる。個人の“資産”から社会のそれへと位置づけを変えることで、作品を、さまざまに活用する道が開ける」という考えから延長に反対の意見を述べた。
その後も、著作権のありかたについて様々な意見を述べてきたが、2013年（平成25年）8月16日、肝細胞癌のため岐阜県内の病院で死去した。同日、8月17日付けで青空文庫より『本の未来』が公開された。

## 著作

### 単著
- 『パソコン創世記』旺文社〈旺文社文庫〉、1985年2月。ISBN 4-01-009897-X。
  - 『パソコン創世記』ティビーエス・ブリタニカ、1994年12月。ISBN 4-484-94229-1。
- 『宇宙回廊日本の挑戦』旺文社、1987年2月。ISBN 4-01-071543-X。
- 『電脳王日電の行方　PC-9801とライバルたちの'90年代』ソフトバンク〈The computer books〉、1990年7月。ISBN 4-89052-131-3。
- 『青空のリスタート　電脳楽屋裏軽口噺弍拾参席』ソフトバンク出版事業部、1992年9月。ISBN 4-89052-349-9。
- 『本の未来』アスキー、1997年3月。ISBN 4-7561-1707-4。
- 『短く語る『本の未来』』讀賣新聞社、1997年6月。 - 讀賣新聞大阪本社版夕刊、「潮音風声」欄に連載したコラム。
- 『インターネット快適読書術』 第2巻、ひつじ書房〈メディアとコミュニケーション叢書〉、1998年10月。ISBN 4-89476-101-7。

### 共著
- 田原総一朗、富田倫生『田原総一朗の新パソコンウォーズ　あなたの知らなかった'90年代パソコンの現実』日本ソフトバンク出版事業部〈The computer books. Computer business〉、1990年5月。ISBN 4-89052-111-9。

### 記事
- 「〈イネーブル・ライブラリー〉としての青空文庫」『現代の図書館』第37巻第3号、1999年9月。
- 「永久機関の夢を見る青空文庫」（PDF）『アート・リサーチ/紀要』第2巻、2002年、pp.49-56。
- 『全書籍電子化計画と著作権保護期間の行方』（PDF）2006年1月。オリジナルの2006年3月28日時点におけるアーカイブ。
- 影山幸一「著作権法と向き合ったインターネット図書館の10年──青空文庫「富田倫生」」『アートスケープ』2007年7月。
- 富田倫生述 著「インタビュー・青空文庫について」、山田奨治編 編『コモンズと文化　文化は誰のものか』東京堂出版、2010年3月。ISBN 978-4-490-20688-3。

## 動画
- 2011年（平成23年）7月9日に「青空文庫の歴史と思想」という題名でおこなわれた講演を記録した動画がYouTubeで公開されている[9][10][11][12][13][14]。
- 2013年（平成25年）6月6日にテレビ東京系列で放送されたワールドビジネスサテライトのTPP特集に出演した[15]。
- 2013年（平成25年）6月29日、TPPの知的財産権と協議の透明化を考えるフォーラムで開催された公開シンポジウムに参加した[16]。シンポジウムはニコニコ生放送の「ネットの羅針盤」で公式番組として中継された[17]。また、YouTubeでも公開された[18]。
- 2013年（平成25年）8月17日、NHKはNHK総合テレビジョンのニュース番組で青空文庫の世話人の富田倫生が肝臓がんで死去したことを報道した[19]。

### インタビュー
- 青空文庫 富田倫生氏インタビュー：1（DS文学全集）
- 文化の根幹をなすのは「知の共有」だ――青空文庫創始者の富田倫生さんと対談（前編）（BCNランキング）
  - 文化の根幹をなすのは「知の共有」だ――青空文庫創始者の富田倫生さんと対談（後編）
- 青空文庫、自費出版・同人誌向けに日本語組版用タグなど公開（日経BP）
- インタビュー第四回 青空文庫 富田倫生 さん « コミュニティ研究所
- “迫るＴＰＰ参加　知的財産への意外な影響とは：ワールドビジネスサテライト：テレビ東京”.   テレビ東京 (2013年6月6日). 2013年7月6日閲覧。
- “シンポジウム「日本はTPPをどう交渉すべきか ～「死後70年」「非親告罪化」は文化を豊かに、経済を強靭にするのか？」”.   TPPの知的財産権と協議の透明化を考えるフォーラム (2013年6月29日). 2013年7月6日閲覧。
- 【thinkTPPIPシンポジウム】日本はTPPをどう交渉すべきか ～「死後70年」「非親告罪化」は文化を豊かに、経済を強靭にするのか？ - YouTube